# Tyske Ludder
Tyske Ludder är en elektronisk musikgrupp som bildades i Tyskland 1989. 
Tyske Ludder är kända för sina raka och dagsaktuella texter, framförda till EBM-musik i den tyngre skolan.
Namnet "Tyske Ludder" anspelar på det öknamn norska kvinnor kallades då de under ockupationen av Norge umgicks med tyska soldater. Tyske Ludder betyder alltså "tyskluder".
Efter att det varit tyst om bandet i ett par år gjorde de en storartad comeback med albumet Sojus 2006. 2007 gjorde Tyske Ludder
sin Wintergewitter Tour i norra Europa tillsammans med Feindflug samt Cyborg Attack och Supreme Court.

## Medlemmar
Nuvarande medlemmar
- Claus Albers – sång (1989–)
- Olaf A. Reimers – keyboard (1989–)
- Ralf Homann – trummor (1991–)
- Jay Taylor – trummor (2014–)

Tyske Ludder vid Nocturnal Culture Night 2018 i Deutzen.

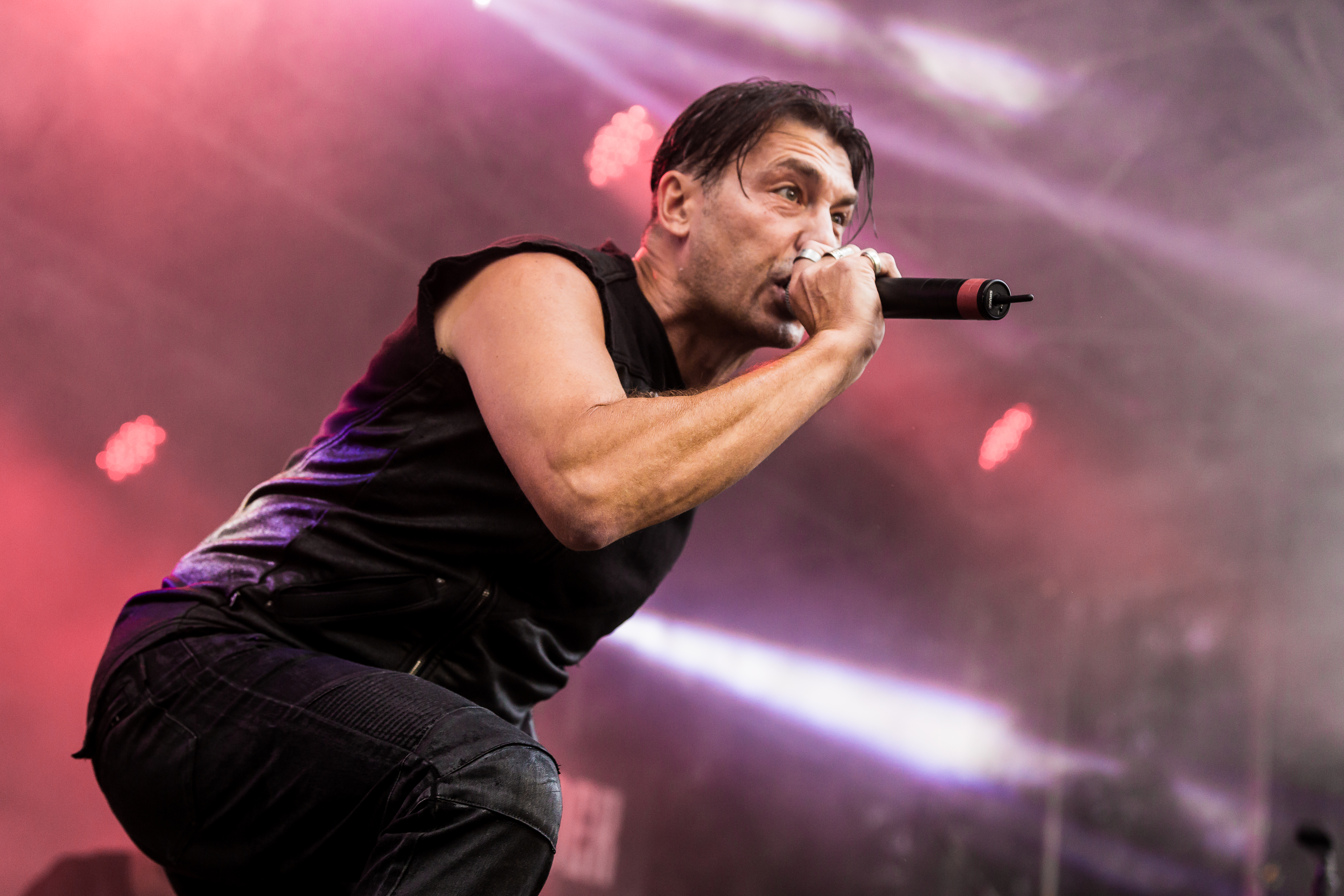
Claus Albers
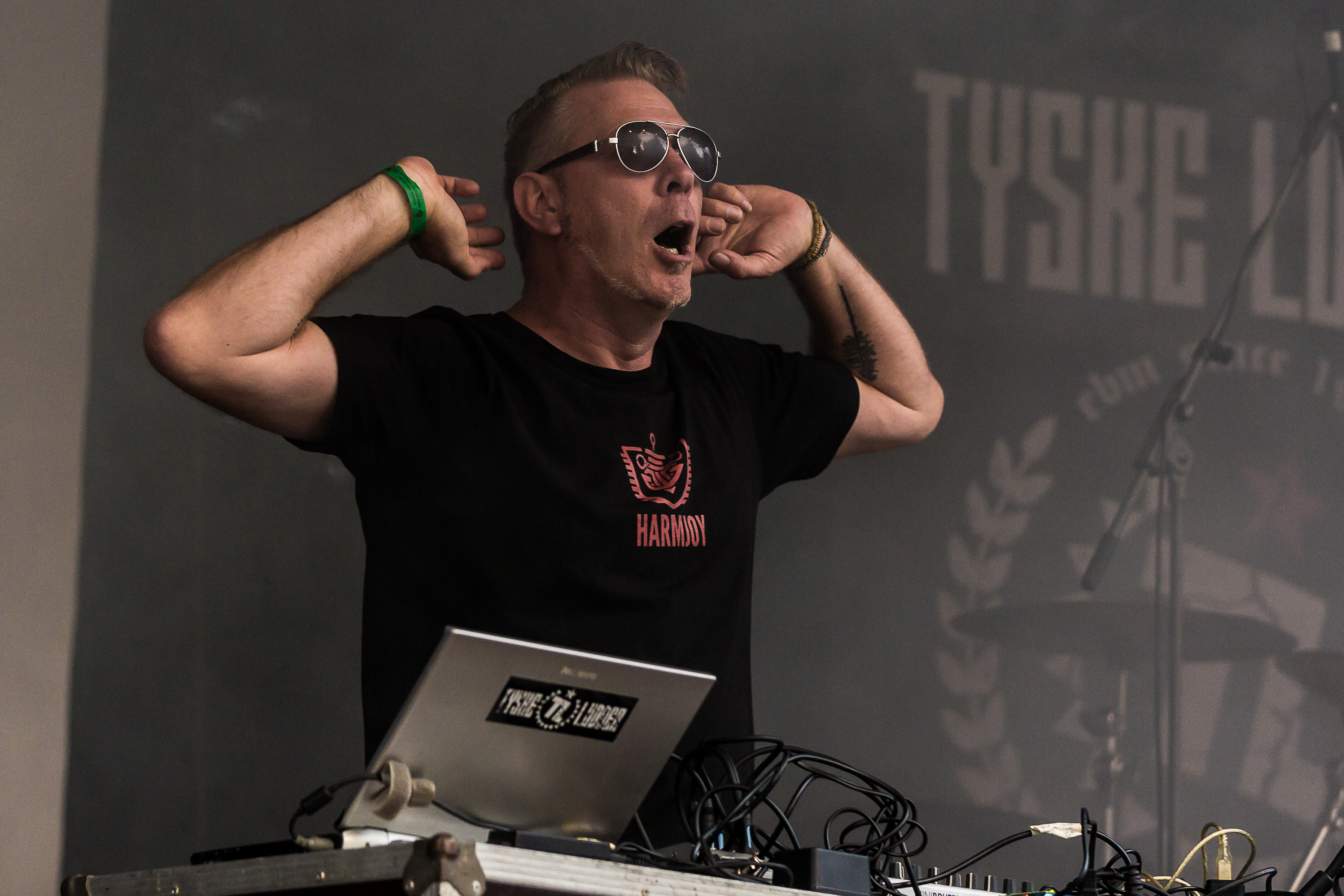
Olaf A. Reimers
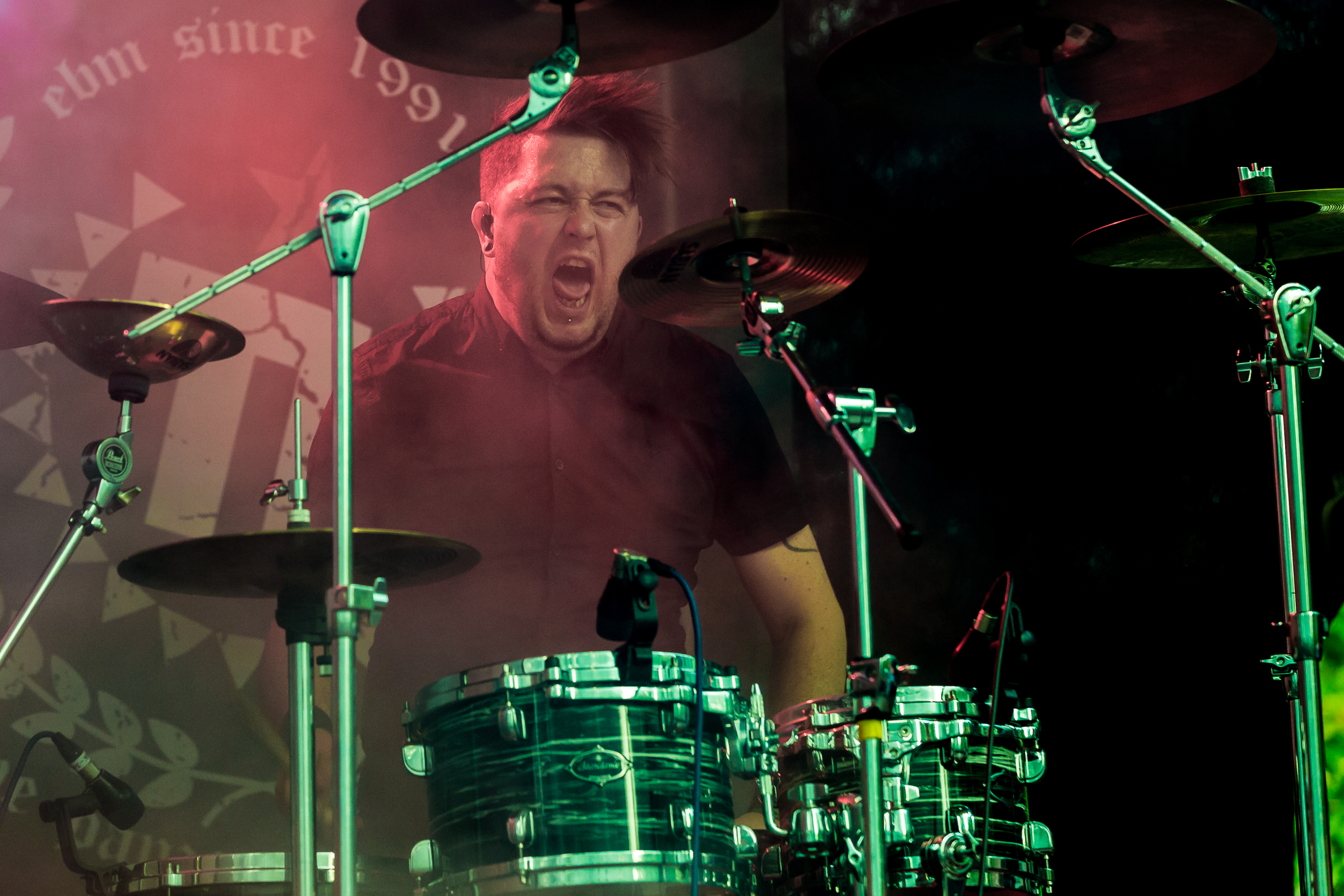
Jay Taylor

## Diskografi

### Album
- 1994: Bombt die mörder? (Utgiven av KM-Musik)
- 1995: Dalmarnock (Utgiven av KM-Musik)
- 2006: Союз (Sojus) (Utgiven av Black Rain)
- 2006: Bombt die mörder? (Nyutgåva Black Rain)
- 2006: Dalmarnock (Nyutgåva Black Rain)
- 2009: Anonymous (Utgiven av Black Rain)
- 2011: Diaspora (Utgiven av Black Rain)

### EP
- 1996: Creutzfeld E.P. (Utgiven av KM-Musik)
- 2006: Creutzfeld E.P. (Nyutgåva Black Rain)
- 2008: SCIENTific technOLOGY (Utgiven av Black Rain)

### Remixer
- 2006: In Sedens - Remix åt Grandchaos - God is dead (Tyske Ludder remix)
- 2007: Methods to Madness - Remix åt Brain Leasure - Defect (Tyske Ludder remix)
- 2007: When Angels die - Remix åt E-Craft - FunnyStuff & Violence (BrutallyComeFirstRmx)
- 2008: Blasphemous Radicals E.P. - Remix åt Nurzery (Rhymes) - My Babylon (Tyske Ludder remix)

### Medverkan på samlingsskivor
- Demo vompilation Vol.3 - A.I.D.S.
- 1993: Art & Dance 4 - Zu viel & Bartholomäus
- 1993: Take off music vol.1 - Energie
- 1994: Demo compilation Vol.1 - Wie der Stahl gehärtet
- 1995: An ideal for living 2 - Blutrausch
- 1998: Electrocity - Monotonie (SutterCaine Remix)
- 1999: Wellenreiter in Schwartz vol.3 - Gralle Farben
- 2005: Bodybeats - Innenraum (SutterCaine Remix)
- 2006: Hymns of steel - Betrayal (Alloyed steel Remix)
- 2006: Interbreeding VIII: Elements of Violence - Betrayal (Werstahl US...)
- 2006: Orkus compilation 16 - Canossa
- 2007: A compilation 2 - Canossa
- 2007: Dark visions 2 (DVD) - Canossa
- 2007: Elektrostat 2007 - Bionic Impressions
- 2008:12 Elektrisch festival - Wie der Stahl gehärtet wurde & Khaled Aker
- 2008: A Compilation Vol.3 - Thetanen